# JSP 모델 2 아키텍처

단순화한 모델 2 패턴

JSP 모델 2는 자바 웹 애플리케이션 디자인에 사용되는 복잡한 디자인 패턴으로, 표시되는 부분과 내용의 취득 및 조작에 사용되는 로직을 구별해준다. 모델 2가 로직과 디스플레이를 구분하기 때문에 모델-뷰-컨트롤러(MVC) 패러다임과 관련되는 것이 보통이다.
모델 2는 중대형 애플리케이션에 권장된다.